# Церски марш
Церски марш је манифестација која се организује у част и славу јунака и ратника, учесника Церске битке, као првој савезничкој победи у Великом рату. Од 2010. године у месецу августу се организује поход у дужини од 35 километара од Шапца до Текериша, на Церу и код спомен костурнице се одаје пошта и помен погинулим ратницима.
Организатор манифестације је Удружење грађана „Церски марш” из Шапца.

## Циљеви „Церског марша”
- Неговање традиције српског народа
- Очување сећања на јунаке из славних бојева на Церу
- Неговање и развој здравих стилова живота
- Развој свести о значају овог простора у историји
- Јачање националне свести
- Упознавање младих са значајем историјских догађаја из овог краја

Ради остваривања својих циљева Удружење нарочито:
- Организује манифестацију „Церски марш“ у славу церских јунака сваке године
- Организује предавања и трибине са тематиком везаном за неговање традиције српског народа
- Организује информативне и спортске манифестације са циљем развоја свести о значају овог простора у историји српског народа
- Издаје публикације, брошуре и остали едукативни материјал у складу са циљевима Удружења
- Организује сарадњу са универзитетима, стручним удружењима, другим организацијама, невладиним организацијама, ради стварања услова за унапређења знања грађана из ових области.

## Историјат

### Стварање (Први Церски марш)
Церски марш, у облику у ком постоји данас, започео је свој „живот“ 2010. године.
Почасни председник УГ „Церски марш“ Љубиша Ивановић, дошао је почетком лета те 2010. године, на идеју о организацији Церског марша.
Средином јула исте године председник удружења Божидар Катић упутио је позив за састанак свим патриотским организацијама са територије Шапца, и сазвао први састанак Организационог одбора.
Позиву су се одазвали Нова Србија, Равногорски покрет, Двери и СНП 1389, чији су представници формирали Организациони одбор Церског марша који је те, прве године, у року од само пар недеља, успео да организује марш.
На Преображење, те 2010. године из Саборне цркве Св. Апостола Петра и Павла у Шапцу пут Цера кренуло је нешто више од 50 родољуба, а колона је на Текеришу бројала дупло већи број људи.

### Други Церски марш
Већ следеће године, на II Церском маршу,  угостили смо и прве госте из иностранства – припаднике родољубивих организација из Пољске, који су овај пут дугачак више од 35 километра, по невероватној врућини, издржали и поделили са нама.

### Трећи Церски марш
Марш одржан 2012. године био је велика прекретница, скупило се скоро 300, углавном младих људи, и ове године марш је постао значајна манифестација, највећа посвећена јунацима Церске битке.

Био је то и први Церски марш који је одржан у недељу, што ће од тада постати стандард.

### Четврти Церски марш
Почетком 2013. године и званично се формира УГ „Церски марш“, са 11-очланим Управним одбором.
Четврти марш по реду, одржан 18. августа 2013. године показаће сву исправност ове одлуке. Окупило се тога дана, у порти Саборног храма Св. Апостола Петра и Павла у Шапцу више од 500 учесника марша. Колона дугачка , у појединим тренуцима, неколико километара, стигла је до одредишта – Спомен комплекса на Текеришу за нешто више од 7 сати и 30 минута. По први пут Церски марш су пратили и пренели и централни електронски и писани медији.

Сам улазак у Текериш и пут ка споменику деловао је готово нестварно, када је више од 500 учесника, уз песму прошла овим селом, лагано и храбро, као да нису иза себе оставили више од 35километра дугачак пут по врелом августовском дану.

### Пети Церски марш
На Цвети 2014. године одржана II Изборна скупштина удружења, и изабрани су нови органи удружења које је у међувремену “прерасло” почетни почетну организациону структуру.Управни одбор је постао 15-члани.
Баш на стогодишњицу славне Церске битке, одржан је, до сада највећи, V Церски марш, под слоганом “Кад ако не сад, ко ако не ми ?”. Са више од 1.500 учесника, био је то незабораван догађај. „Није Србија карневал ни вашарска свита која је пре годину дана пројурила овуда, просула своје политичке ставове и побегла пре парастоса, нису Србија корумпирани, прецењени и уцењени политичари, бескичмена полиција и судство, успавана скупштина.

Ово је Србије, ми смо Србија. И нису нас победили, нису нас раселили ни уништили. Ево нас, нове генерације овде, да вам кажемо да Србије одувек, упркос свему и у инат свему има и да ће је бити, док год има нас. А има нас …. “ рекао је на Текеришу Божидар Катић, председник УГ “Церски марш” И заиста је овај Церски марш показао да има и снаге и воље, и љубави и вере, а самим тим и наде за Србију.

### Шести Церски марш
. Пошто није било велике врућине, учесници су лако издржали овај марш. Учесници су долазили из Љубовије, Руме, Ужица, Новог Сада, Опова, Београда, Сремске Митровице, Ваљева и др. Вода је била обезбеђена током читавог пута, а на крају ручак: војнички пасуљ, у локалном школском дворишту.

### Седми Церски марш
Седми Церски марш је одржан у недељу 14. августа 2016. године. По први пута су биле две колоне. Једна је кренула из Шапца, а друга из Лознице, тако да су се обе сусреле у Текеришу код споменика. Ова колона из Шапца је пешачила се 35 км, маршрутом: Шабац - Јевремовац - Варна - Бојић - Синошевић - Волујац - Текериш.
Присутно је било око 1.200 људи, пристигли организовано из Ужица, Ваљева, Београда, Шида, Опова, Обреновца, Руме, Новог Сада и других места.

### Осми Церски марш
Осми Церски марш, посвећен војводи Живојину Мишићу, одржан је у недељу 20. августа 2017. године, са око 2.000 учесника. УГ „Церски марш” се и овог пута потрудио да марш прође без проблема, ангажовањем полиције, редарске службе, цистерни са водом, логистике радиоаматера из Шапца. Гости марша су организовано пристигли из више места и градова из Србије и Републике Српске. Као и приликом Седмог Церског марша прошле године и овог пута је из правца Лознице стигла једна колона. На Текеришу, придружио се Мотоклуб „Ноћни Вукови Србија”, који су најавили долазак колоне из Шапца.
После давања помена јунацима Церске битке, у дворишту ОШ „Степа Степановић” одржан је богат културно уметнички програм.

### Девети церски марш
Девети церски марш је одржан 15. августа 2018. године, на Преображење Господње. Окупљање учесника је традиционално било на Главном градском тргу, где се после молитве формирала колона према Текеришу и Церу.

### Десети Церски марш
Десети церски марш одржан је у недељу, 18. августа 2019. године. Посвећен је војводи Петру Бојовићу, а окупио је до сада највећи број учесника, око 3000 углавном младих људи из Шапца, Србије и Републике Српске.
- "Србија је данас на Церу ..."
- Колона на првом успону

### Једанаести Церски марш
Једанаести Церски марш одржан је у условима ванредне ситуације изазване епидемијом Корана вируса. Због тога није било шетње која је била главни догађај свих претходних година. У 8 сати свештеници шабачке цркве држали су помен жртвама и јунацима Церске битке у порти цркве Св. апостола Петра и Павла у Шапцу уз присуство мањег броја чланова удружења. Затим су учесници обишли споменике на територији града Шапца из периода Великог рата. У 15 сати у три групе по 10 људи у Текериш су ушетали представници УГ "Церски марш", писац Милан Богојевић, председник Чивијашке републике судија Миодраг Миша Мајић, генерали Миодраг Ступар и Горан Радосављевић Гури, Ноћни вукови, удружење "Црквине" из Рогатице, удружење Краљевина Србија и ветерани 63. падобранске  72. специјалне бригаде, жандармерије, пука Кнез Михаило, јединице за специјалне операције и интервентне јединце полиције. Уз предавање о теми марша - Милунки Савић, помен и полагање венаца представника Церског марша и присутних удружења протекла је завршна свечаност на спомен комплексу "Церска битка" у Текеришу ове године. 